# Iván Zulueta
Juan Ricardo Miguel Zulueta Vergarajauregui, conegut com a Iván Zulueta (Sant Sebastià, Guipúscoa, 29 de setembre de 1943 – ibídem, 30 de desembre de 2009), va ser un dissenyador i cineasta basc. Artista heterodox, va conrear diferents àrees, des de la decoració fins a la música. És conegut principalment pel seu treball com a director i guionista de la pel·lícula Arrebato i com a cartellista de les primeres pel·lícules de Pedro Almodóvar.

## Biografia
Després d'una breu estada a Nova York, entra a l'Escuela Oficial de Cine l'any 1964, on coincideix amb futurs directors com Jaime Chavarri. Al final de la dècada apareix el seu primer llarg metratge, Un, dos, tres, al escondite inglés, al qual el seguirà anys més tard Leo es pardo. És en la dècada dels setanta en la que Zulueta roda els curtmetratges i migmetratges en format Súper 8 i 35mm, i que han estat considerats com el seu treball més experimental. L'any 1980 estrena a Madrid Arrebato, el seu llarg metratge més celebrat que acabaria convertint-se en una pel·lícula de culte. Comença, alhora, a explorar les possibilitats de la polaroid. Caldria destacar, finalment, els seus dissenys de cartells, ocupació que reprendrà de nou a principis d'aquest segle.

## Obra artística

### Curtmetratges
- La fortuna de los Irureta (1964), super 8, color, 20’.
- Ágata (1966), 35 mm, blanco y negro, panorámica, 18’.
- Ida y vuelta (1967), 35 mm, blanco y negro, panorámica, 41’.
- KingKong (1971), super 8, blanco y negro, 6’.
- Frank Stein (1972), 35 mm, blanco y negro, 3’.
- Masaje (1972), 35mm, blanco y negro, 3’.
- Roma-Brescia-Cannes (1974), super 8, color, 24’.
- Mi ego está en babia (1975), super 8, color, 40’.
- Aquaium (1975), super 8, Color, 14’.
- Complementos (1976), super 8, color, 19’.
- Fiesta (1976), super 8, color, 12’.
- A malgam A (1976), super 8, color, 33’.
- El mensaje es facial (1976), super 8, color, 20’.
- Leo es pardo (1976), 16 mm (ampliado a 35), color, 12’.
- Tea For Two (1978), super 8, color, 9’.
- La taquillera (1978), super 8, color (inacabada).
- Párpados (1989), 16 mm, color, 29’.
- Ritesti (1992), 35 mm, color 29’.

### Llargmetratges
- Un, dos, tres, al escondite inglés (1969), 35 mm, color, panoràmica, 90’.
- Arrebato (1979), 35 mm, color, panoràmica, 105’.

### Televisió
- Último grito (1968).

### Cartells (selecció)
- Ida y vuelta (I. Zulueta, 1967, cortometraje).
- Último grito (1968, televisión).
- Un, dos, tres, al escondite inglés (I. Zulueta, 1969).
- Ginebra en los infiernos (J. Chávarri, 1969, cortometraje).
- Estado de sitio (J. Chávarri, 1971, cortometraje).
- La Calle 42 (Lloyd Bacon, 1933, reposición en el cine California, 1972).
- Yellow Submarine (G. Dunning, 1968, proyección en el cine California, 1973).
- La caída de Sodoma (P. Almodóvar, 1975, cortometraje).
- Furtivos (J.L. Borau, 1975).
- I Festival de Villabonne-sur-mer (1976).
- The Bus (Bay Okan, 1976).
- Asignatura pendiente (J.L. Garci, 1977).
- Camada negra (M. Gutiérrez Aragón, 1977).
- Viridiana (L. Buñuel, 1961, reestreno, 1977).
- XXIV Festival Internacional de Cine de San Sebastián (1977).
- El corazón del bosque (M. Gutiérrez Aragón, 1978).
- Leo es pardo (I. Zulueta, 1978, cortometraje).
- México, México, ra, ra, ra (G. Alatriste, 1978).
- Simón del desierto (L. Buñuel, 1965, reestreno, 1978).
- Arrebato (I. Zulueta, 1979).
- Cuentos eróticos (E. Brasó y otros, 1979).
- Maravillas (M. Gutiérrez Aragón, 1980).
- La jungla de asfalto (J. Huston, 1950, reposición, 1981).
- Laberinto de pasiones (P. Almodóvar, 1982).
- L'Age d'Or (L. Buñuel, 1930, reposición, 1983).
- Entre tinieblas (P. Almodóvar, 1983).
- ¿Qué he hecho yo para merecer esto? (P. Almodóvar, 1984).
- I Semana de Cine Experimental de Madrid (1991).
- Demasiado corazón (E. Campoy, 1992).
- Dime una mentira (J.S. Bollaín, 1992).
- La vida láctea (J. Estelrich, 1992).
- Ataque verbal (M. Albaladejo, 1999).
- Ciclo Marlene Dietrich (1999).
- Ciclo Buñuel (Zaragoza 2000).
- Leo (J.L. Borau, 2000).
- Exposición Kubrick 2001 (San Sebastián, 2001).

### Música
- BSO de Leo Es Pardo (I. Zulueta, 1976).
- BSO de Arrebato (I. Zulueta, 1979).